# جیک استاینفلد
جیک استاینفلد (متولد ۲۱ فوریه ۱۹۵۸) بازیگر، شخصیت تناسب اندام، کارآفرین و تهیه‌کننده آمریکایی است که به خاطر برند Body by Jake شناخته می‌شود.  او عموی هیلی استاینفلد است.
استاینفلد در محله سی گیت بروکلین در غرب کانی آیلند متولد شد،  در بالدوین، نیویورک که نزدیک کوئینز در لانگ آیلند است، بزرگ شد.  او در دانشگاه ایالتی نیویورک در کورتلند تحصیل کرد، سپس انصراف داد و به لس‌آنجلس نقل مکان کرد. 